# Siège d'Ulsan
Guerre Imjin
Batailles
- Okpo
- Chilchonryang
- Myong-Yang
- Ulsan
- No Ryang

Le Siège de Ulsan (Hangul : 울산성 전투, Hanja : 蔚山城戰鬪) fut une tentative infructueuse des Coréens et des Chinois de s'emparer du château japonais d'Ulsan à la fin de la guerre Imjin. Les Chinois subirent de lourdes pertes durant le siège.

## Premier siège d'Ulsan

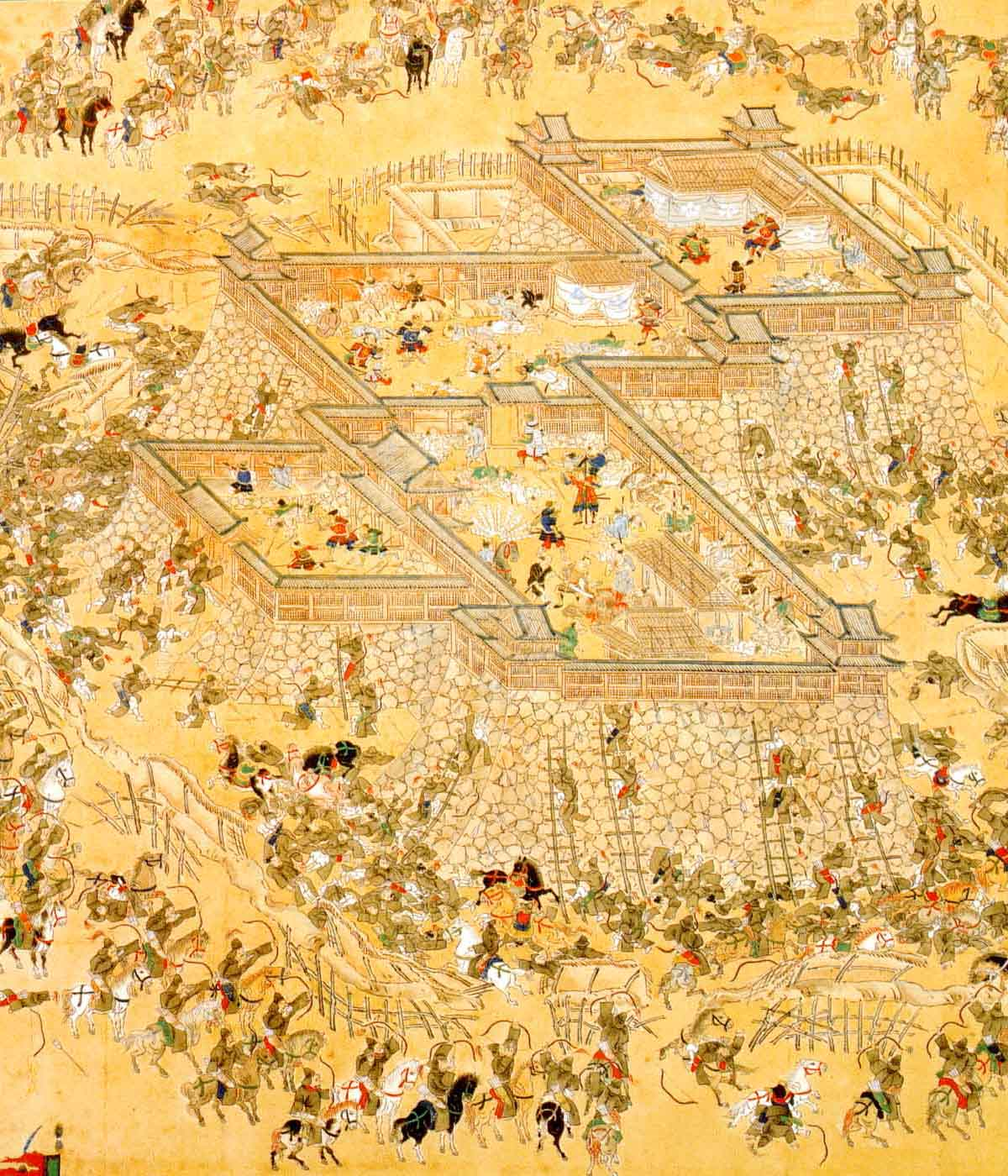
Détail du paravent.

En 1597, les Japonais lancèrent de nouvelles[Quoi ?] attaques contre la Corée. Privés d'approvisionnement et de troupes fraîches par leur défaite navale de Myong-Yang, leurs troupes durent rapidement se retirer dans le sud de la province de Gyeongsang, à l'abri de celles de leurs forteresses côtières (les wajō) qu’elles contrôlaient encore. L’armée du commandant Katō Kiyomasa était stationnée à Ulsan, où il fit construire un château.
Les commandants d'Ulsan, Yang Hao et Ma Gui, à la tête d’une armée de 36 000 Chinois et le commandant Gwon Yul à la tête de 11 500 Coréens, lancèrent un premier assaut le 29 janvier 1598. Ils prirent les Japonais par surprise, leur campement encore largement sans défenses à l’extérieur des murs en construction d'Ulsan. 
Les soldats coréens, équipés de singijeons et de hwach'as, étaient prêts à s'emparer de la forteresse lorsque des renforts Japonais vinrent à son secours en traversant la rivière sous le commandement de Mōri Hidemoto. Plus tard, alors que les Japonais commençaient à manquer de nourriture et que la victoire s’annonçait pour les forces alliées, de nouveaux renforts arrivèrent par l’arrière des troupes chinoises et coréennes, les forçant à se retirer. Cependant, l’accumulation des pertes japonaises affaiblit significativement leur position en Corée.

## Second Siège d'Ulsan
Le 22 septembre 1598, les forces alliées coréennes et chinoises tentèrent une seconde attaque contre les forces japonaises. Leur commandant, Ma Gui, était à la tête d’une armée de 24 000 Chinois et le général Kim Eung-seo dirigeait une armée de 15 000 Coréens. Ils échouèrent une nouvelle fois à capturer le château d'Ulsan.

## Source de la traduction
- (en) Cet article est partiellement ou en totalité issu de l’article de Wikipédia en anglais intitulé « Siege of Ulsan » (voir la liste des auteurs).